# Tripilatus elegans
Genre
Espèce
Tripilatus elegans, unique représentant du genre Tripilatus, est une espèce d'opilions laniatores de la famille des Metasarcidae.

## Distribution
Cette espèce est endémique du département de Pando en Bolivie. Elle se rencontre dans la province de Nicolás Suárez vers la frontière péruvienne.

## Description
La femelle holotype mesure 7 mm.

## Publication originale
- Roewer, 1932 : « Weitere Weberknechte VII (7. Ergänzung der: "Weberknechte der Erde", 1923) (Cranainae). » Archiv für Naturgeschichte, (N.F.), vol. 1, p. 275–350.